# Alyssum bornmuelleri
Alyssum bornmuelleri är en korsblommig växtart som beskrevs av Heinrich Carl Haussknecht och Árpád von Degen. Alyssum bornmuelleri ingår i släktet stenörter, och familjen korsblommiga växter. Inga underarter finns listade i Catalogue of Life.